# Gustavo Borges (natation)
Pour les articles homonymes, voir Gustavo Borges et Borges.
Gustavo França Borges, dit Gustavo Borges, (né le 2 décembre 1972 à Ribeirão Preto) est un ancien nageur brésilien spécialiste du sprint en nage libre, lauréat de multiples récompenses olympiques ou mondiales. Considéré comme le meilleur nageur de l'histoire du Brésil jusqu'à l'ascension de César Cielo. Il a participé à quatre Jeux olympiques, remportant quatre médailles. Borges a battu quatre records du monde en petit bassin.
Il a participé à 4 reprises aux Jeux olympiques de 1992 à 2004. Pour ses premiers Jeux olympiques à Barcelone, il gagne la médaille d'argent du 100 m nage libre. À Atlanta, il obtient deux médailles, en argent et en bronze respectivement sur 200 m et 100 m nage libre. Il gagne enfin une médaille de bronze au titre du relais 4 × 100 m nage libre brésilien lors des Jeux olympiques de Sydney.
Pour sa dernière participation, il reçoit l'honneur d'être le porte-drapeau brésilien pour la cérémonie de clôture des Jeux olympiques d'été de 2004 à Athènes.
Borges vit aujourd'hui à São Paulo. Il avait auparavant vécu à Jacksonville puis été étudiant à l'Université du Michigan à Ann Arbor où son entraîneur fut Jon Urbanchek, qui s'occupait également de Eric Namesnik et de Marcel Wouda.
Il est le mari de Bárbara Franco.

## Carrière internationale

### 1989
En 1989, après avoir rejoint le Esporte Clube Pinheiros, Gustavo Borges a commencé à acquérir une renommée nationale; alors qu'il avait 17 ans, il a commencé à battre le nageur Cristiano Michelena, qui détenait l'hégémonie du 100 mètres et du 200 mètres au Brésil. Il a remporté le Trophée du Brésil, le plus grand tournoi du pays, remportant deux médailles d'or au 50 mètres et au 100 mètres nage libre,,,,,,.

### 1990
En 1990, Borges a commencé à réussir dans les compétitions internationales. Lors du championnat sud-américain organisé à Rosario, en Argentine, il a remporté l'or dans les trois épreuves auxquelles il a participé : le 50 mètres nage libre, le 4 × 100 mètres nage libre et le 4 × 200 mètres nage libre. En juillet, lors du trophée Jose Finkel, le championnat brésilien en petit bassin, il est devenu le premier Brésilien à franchir le 100 mètres nage libre en moins de 49 secondes avec un temps de 48 s 59, et a été convoqué pour nager aux Championnats du monde aquatiques de 1991 à Perth, Australie. La même année, indiquée par Maria Lenk, Borges se rend aux États-Unis pour étudier à la Bolles School de Jacksonville, en Floride,,,,,,.

### 1991
Aux Championnats du monde de natation 1991, Borges a terminé 12e au 100 mètres nage libre, battant le record sud-américain avec un temps de 50,77 secondes, ainsi qu'au 50 mètres nage libre (23,15 secondes). Il a également terminé 28e du 200 mètres nage libre. Borges a remporté ses premières médailles internationales importantes aux Jeux panaméricains de 1991 à La Havane. Il a remporté le 100 mètres nage libre où il a établi un record des Jeux panaméricains, et a été médaillé d'argent au 200 mètres nage libre et de bronze au 50 mètres nage libre, battant le record sud-américain. Il a également remporté l'or au 4 × 100 mètres nage libre et l'argent au 4 × 200 mètres nage libre,,,,,,,,.

### 1992
En 1992, Gustavo Borges a battu les médailles olympiques brésiliennes à jeun en natation, qui ont été fixées aux Jeux olympiques d'été de 1984 lorsque Ricardo Prado a remporté la médaille d'argent au 400 mètres quatre nages individuel. Participant à ses premiers Jeux olympiques aux Jeux olympiques d'été de 1992 à Barcelone, Borges a remporté la médaille d'argent au 100 mètres nage libre avec un temps de 49 s 43, un record sud-américain, perdant l'or face à Alexander Popov. Borges a été classé sixième au 4 × 100 mètres nage libre, septième au 4 × 200 mètres nage libre, 13e au 50 mètres nage libre et 22e au 200 mètres nage libre,,,,,,,.

### 1993
En 1993, Borges a battu trois records du monde en petit bassin. Le premier a eu lieu le 2 juillet, lors du Trophée Jose Finkel à Santos, au Brésil. Le temps de Borges était de 47,94 secondes au 100 mètres nage libre, établissant un record qui a duré jusqu'au 1er janvier 1994, date à laquelle il a été battu par Alexander Popov. Le 7 juillet, l'équipe brésilienne composée de Fernando Scherer, Teófilo Ferreira, José Carlos Souza et Borges a battu le record du monde du 4×100 mètres nage libre avec un temps de 3:13.97; le précédent record de 3:14.00 avait été établi par la Suède le 19 mars 1989. Le 5 décembre, le Brésil a de nouveau battu le record du monde avec la même équipe, avec un temps de 3:12.11. Cette marque a été atteinte en 1993 aux Championnats du monde de natation en petit bassin 1993, remportés par Borges. Il a également remporté l'or au 4 × 100 mètres nage libre, l'argent au 100 mètres nage libre et le bronze au 4 × 200 mètres nage libre, battant le record sud-américain avec un temps de 7: 09,38. Il a également terminé cinquième du 4 × 100 mètres quatre nages, avec Maurício Menezes, José Carlos Souza et Rogério Romero, et cinquième du 200 mètres nage libre,,,,,,.

### 1994
Aux Championnats du monde de natation 1994 à Rome, Borges a remporté le bronze au 100 mètres nage libre et au relais 4 × 100 mètres nage libre. Il a également terminé quatrième au 50 mètres nage libre et 11e au 200 mètres nage libre,,,,,,,.

### 1995
1995 a été une année importante pour Borges. En mars, aux Jeux panaméricains de 1995 en Argentine, il est devenu double champion du 100 mètres nage libre et a remporté l'or au 200 mètres nage libre, tous deux avec des records aux Jeux panaméricains. Il a remporté deux autres médailles d'argent dans les épreuves 4 × 100 mètres et 4 × 200 mètres nage libre. En août, il est allé à l'Universiade d'été de 1995, où il a remporté deux médailles d'argent au 100 mètres nage libre et au 4 × 100 mètres nage libre. À la fin de l'année, aux Championnats du monde de natation en petit bassin 1995 à Rio de Janeiro, Borges est devenu double champion du 4 × 100 mètres nage libre. Il a également remporté la médaille d'or du 200 mètres nage libre, battant le record sud-américain, avec un temps de 1: 45,55, l'argent au 100 mètres nage libre et le bronze au 4 × 200 mètres nage libre,,,,,,,.

### 1996
Borges a participé aux Jeux olympiques d'été de 1996 à Atlanta et est devenu le premier Brésilien à remporter trois médailles olympiques, un exploit réalisé par Torben Grael dans les mêmes jeux. Borges a remporté la médaille d'argent au 200 mètres nage libre avec un temps de 1: 48,08 et la médaille de bronze au 100 mètres nage libre avec un temps de 49,02 secondes, deux records sud-américains. Le record du 100 mètres nage libre n'a été battu que par Fernando Scherer en août 1998, et le 200 mètres nage libre n'a été battu que par Rodrigo Castro en 2008. Borges a également terminé quatrième du 4 × 100 mètres nage libre et 12e du 50 mètres libre,,,,,,,.

### 1997
Aux Championnats du monde de natation en petit bassin 1997, Borges a remporté l'or au 200 mètres nage libre et l'argent au 100 mètres nage libre. Il a également terminé sixième du 50 mètres nage libre,,,,,,,.

### 1998
Aux Championnats du monde de natation 1998 à Perth, en Australie, Borges a terminé cinquième du 100 mètres nage libre, huitième du 200 mètres nage libre et sixième du 4 × 100 mètres nage libre. Fin 1998, Borges faisait partie de l'équipe brésilienne qui a battu son troisième record du monde consécutif au relais 4 × 100 mètres nage libre en petit bassin. Le 20 décembre, peu de temps après la fin du Trophée Jose Finkel, Fernando Scherer, Carlos Jayme, Alexandre Massura et Borges, dans l'ordre, sont tombés dans la poule du Club de Regatas Vasco da Gama avec un temps de 3:10.45, qui ne sera battu qu'en 2000 par l'équipe suédoise. Lors du même tournoi, Borges a également battu le record sud-américain du 100 mètres nage libre en petit bassin avec un temps de 47,14 secondes et le record du 200 mètres nage libre avec un temps de 1: 44,40 - la dernière nage record de son carrière,,,,,,,.

### 1999
Aux Jeux panaméricains de 1999 à Winnipeg, Borges a mené le Brésil à son meilleur résultat de natation aux Jeux panaméricains de tous les temps. Dans le 4×100 mètres quatre nages, une équipe composée de Borges, Alexandre Massura, Fernando Scherer et Marcelo Tomazini a remporté le relais quatre nages pour la première fois dans l'histoire du Pan avec un temps de 3: 40.27, battant les records des Jeux panaméricains et sud-américains et obtenant une place aux Jeux olympiques d'été de 2000. Il a également remporté l'or au 200 mètres nage libre et au 4 × 100 mètres nage libre - battant le record sud-américain - l'argent au 4 × 200 mètres nage libre - battant également le record sud-américain - le bronze au 100 mètres nage libre, et a terminé quatrième du 50 mètres nage libre. Dans ce tournoi, il a rejoint Hugo Hoyama et Claudio Kano en tant que Brésiliens qui ont remporté le plus de médailles d'or dans l'histoire de l'événement, avec sept chacun. Borges a également battu le record national de médailles aux Jeux, avec 15. Cette année, le premier fils de Borges, Luiz Gustavo, est né,,,,,,,.

### 2000
Les Jeux olympiques d'été de 2000 à Sydney ont vu le dernier podium olympique de Borges, quand avec Edvaldo Valério, Carlos Jayme et Fernando Scherer, il a remporté le bronze au 4 × 100 mètres nage libre avec un temps de 3:17.40. L'Australie a battu le record du monde et a remporté la médaille d'or avec un temps de 3:13.67. Borges a également participé au 100 mètres nage libre, terminant en 16e position. Pendant les Jeux, Gustavo a été choisi par la FINA pour faire partie d'une équipe de 12 athlètes qui formeront un comité de 2000 à 2005. Il était le seul représentant sud-américain sur la liste. Le Brésil est devenu l'un des pays les plus représentés au sein de la Fédération. Toujours en 2000, Borges a commencé à se préparer à mettre fin à sa carrière et à devenir entrepreneur,,,,,,,.

### 2002
Aux Championnats du monde de natation en petit bassin 2002 à Moscou, Borges a remporté une médaille d'argent au 200 mètres nage libre ; c'était sa dernière médaille mondiale FINA. Il a également terminé quatrième du 4 × 200 mètres nage libre, avec un temps de 0,4 s, ce qui lui a valu la médaille de bronze. Borges a terminé cinquième au 4 × 100 mètres nage libre, septième au 100 mètres nage libre et septième au 4 × 100 mètres quatre nages. Dans ce tournoi, Borges a battu - pour la dernière fois de sa carrière - le record sud-américain en petit bassin au 4 × 200 mètres nage libre, avec un temps de 7:09,14, et au 4 × 100 mètres quatre nages avec 3:35.59,,,,,,,.

### 2003
En juillet, aux Championnats du monde de natation 2003 à Barcelone, Borges faisait partie de l'équipe 4 × 100 mètres nage libre, qui a terminé à la 12e place. Il était également en équipe pour le 4 × 200 mètres nage libre - qui a terminé neuvième, et le 4 × 100 mètres quatre nages - qui a terminé 17e. En août 2003, à l'âge de 30 ans, Borges a participé aux Jeux panaméricains de 2003 - ses quatrièmes et derniers Jeux panaméricains - qui se sont déroulés à Saint-Domingue. Il s'est imposé comme le plus grand médaillé brésilien de l'histoire du tournoi, ayant remporté 19 podiums, huit médailles d'or, huit d'argent et trois de bronze. Lors de ces Jeux, Borges a aidé l'équipe de natation du Brésil à remporter 21 médailles, un record. Borges a remporté l'or au 4 × 100 mètres nage libre, l'argent au 4 × 200 mètres nage libre et le bronze au 100 mètres nage libre. Toujours en 2003, Borges lance un livre intitulé "Leçons de l'eau". Il est également devenu entrepreneur, gérant le Gustavo Borges Natação e Fitness à Curitiba,,,,,,,.

### 2004: retraite de la natation professionnelle

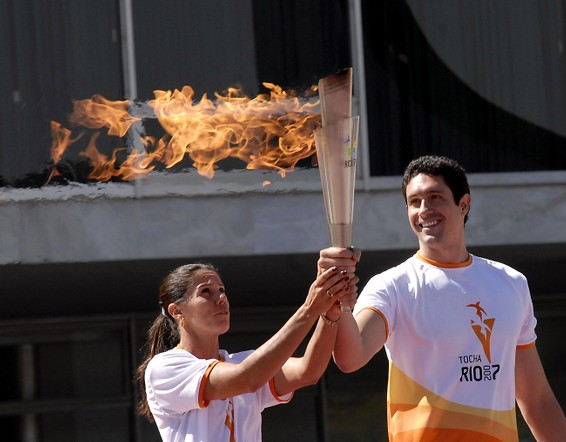
Gustavo Borges portant le flambeau des Jeux panaméricains 2007.

À l'âge de 31 ans, Gustavo Borges a pris sa retraite de la natation après avoir participé aux Jeux olympiques d'été de 2004 à Athènes. Son seul événement était la qualification pour le 4 × 100 mètres nage libre, dans lequel le Brésil a terminé à la 12e place et n'a pas atteint la finale. Ayant déjà manqué quatre cérémonies d'ouverture en raison de compétitions de natation le lendemain et n'ayant jamais vu de médaille brésilienne autre que Scherer en 1996, Borges a décidé de regarder le reste des Jeux olympiques et a été le porte-drapeau du Brésil lors de la cérémonie de clôture,,,,,,,.

## Palmarès

### Jeux olympiques
- Jeux olympiques de 1992 à Barcelone (Espagne) :
  -  Médaille d'argent du 100 m nage libre

- Jeux olympiques de 1996 à Atlanta (États-Unis) :
  -  Médaille d'argent du 200 m nage libre
  -  Médaille de bronze du 100 m nage libre

- Jeux olympiques de 2000 à Sydney (Australie) :
  -  Médaille de bronze du relais 4 × 100 m nage libre

### Championnats du monde

#### En grand bassin
- Championnats du monde 1994 à Rome (Italie) :
  -  Médaille de bronze du 100 m nage libre
  -  Médaille de bronze du 4 × 100 m nage libre

#### En petit bassin
- Championnats du monde 1993 à Palma de Majorque
  -  Médaille d'or du 4 × 100 m nage libre
  -  Médaille d'argent du 100 m nage libre
  -  Médaille de bronze du 4 × 200 m nage libre

- Championnats du monde 1995 à Rio de Janeiro
  -  Médaille d'or du 200 m nage libre
  -  Médaille d'or du 4 × 100 m nage libre
  -  Médaille d'argent du 100 m nage libre
  -  Médaille de bronze du 4 × 200 m nage libre

- Championnats du monde 1997 à Göteborg
  -  Médaille d'or du 200 m nage libre
  -  Médaille d'argent du 100 m nage libre

- Championnats du monde 2002 à Moscou
  -  Médaille d'argent du 200 m nage libre

### Jeux Panaméricains
- Jeux Panaméricains 1991 à La Havane (Cuba) :
  -  médaille d'or sur le 100 m nage libre.
  -  médaille d'or sur le relais 4 × 100 m nage libre.
  -  médaille d'argent sur le 200 m nage libre.
  -  médaille d'argent sur le relais 4 × 200 m nage libre.
  -  médaille de bronze sur le 50 m nage libre.

- Jeux Panaméricains 1995 à Mar del Plata (Argentine) :
  -  médaille d'or sur le 100 m nage libre.
  -  médaille d'or sur le 200 m nage libre.
  -  médaille d'argent sur le relais 4 × 100 m nage libre.
  -  médaille d'argent sur le relais 4 × 200 m nage libre.
  -  médaille d'argent sur le relais 4 × 100 4 nages.

- Jeux Panaméricains 1999 à Winnipeg (Canada) :
  -  médaille d'or sur le 200 m nage libre.
  -  médaille d'or sur le relais 4 × 100 m nage libre.
  -  médaille d'or sur le relais 4 × 100 4 nages.
  -  médaille d'argent sur le relais 4 × 200 m nage libre.
  -  médaille de bronze sur le 100 m nage libre.

- Jeux Panaméricains 2003 à Saint-Domingue (République dominicaine) :
  -  médaille d'or sur le relais 4 × 100 m nage libre.
  -  médaille d'argent sur le relais 4 × 200 m nage libre.
  -  médaille de bronze sur le 100 m nage libre.